# Востросаблины
Востросаблины (Вострая-Сабля) — древний дворянский род.
Род записан в VI ч. родословной книги Рязанской губернии (30.12.1811).

## История рода
В XVI и XVII веках владели поместьями в Рязанском и Зарайских уездах.
Потомство Василия Вострая Сабля, в XVI веке владевшего поместьем в Рязанском крае. За его внуком, Андреем Даниловичем († 1644), состояло поместье в с. Остромино и в п. Соколово Окологородного стана Рязанского уезда (1628), дано ему поместье двоюродного брата его Самсона Востросаблина  деревню Александрова Дубрава Кобылинского стана Рязанского уезда (1639).
Еремей Матвеевич донской казачий атаман (1616). Новик Самсон Лаврентьевич и казачий атаман Ермолай Васильевич рязанские помещики (1628), жилец Роман Фадеевич с женой Устиньей Васильевной (1681). 
Пятеро представителей рода владели населёнными имениями (1699).

## Известные представители
- Вострая-Сабля Семён Иванович — стряпчий (1692)[3].
- Востросаблин, Александр Павлович (1857—1920) — русский военачальник, генерал-лейтенант.
- Востросаблин, Николай Николаевич (1854—после 1917) — участник русско-турецкой и первой мировой войн, председатель Киевского военно-окружного суда, генерал от инфантерии[4].